# 久米唯次
久米 唯次（くめ ただじ、1843年11月24日（天保14年10月3日） - 1915年（大正4年）4月25日）は、明治時代の政治家。貴族院多額納税者議員。

## 経歴
禎瑞新田（伊予国新居郡禎瑞村。愛媛県新居郡橘村を経て現西条市禎瑞）干拓以来の旧家、久米弥吉の長男として生まれる。農業を営み、1915年（大正4年）時点で直接国税2500円余を納めた。
学務委員に就任し禎瑞小学校（現西条市立禎瑞小学校）の建設に多額の寄付を行った。新居郡会議員などを務め、1897年（明治30年）愛媛県多額納税者として貴族院議員に互選され、同年9月29日に就任したが、大病のため1898年（明治31年）6月7日に辞職した。

## 親族
- 長男 久米栄太郎（実業家）[6]